# Sekt (vin)
 For alternative betydninger, se Sekt. (Se også artikler, som begynder med Sekt)
Sekt er en mousserende vin fremstillet i Tyskland, Østrig og Ukraine. Både som champagne og  billigere som på tryktanke.
Tyskland er det land i verden, som konsumerer mest mousserende vin per person. Hovedparten af den tyske sekt laves af af importerede druer. Kun sekt af tyske druer må ifølge tysk lovgivning markedsføres og sælges som "Deutscher Sekt" (tysk sekt). Kvaliteten af sekt er meget varierende: fra meget få kvalitetsprodukter til store mængder lavprisprodukter fremstillet på tryktanke.[kilde mangler] Derfor har de fleste en grov mousse og et højt svovlindhold, og kvaliteten er langt fra franske crémant-vine, endsige champagne. De bedste sektvine laves af druerne pinot blanc og riesling.
Kun få tyske sektmærker eksporteres.
Der er ingen krav til et bestemt bartryk i sektflasker.
| Vin og vindruer | Spire Denne artikel om vin eller vindruer er en spire som bør udbygges. Du er velkommen til at hjælpe Wikipedia ved at udvide den. |